# Gützkow
 Gützkow város a Németország Mecklenburg-Elő-Pomeránia tartományában. Greifswaldtol 17 km-re délre terül el. Lakosainak száma 2955 fő (2023. december 31.).

## Népesség
| Lakosok száma | 2794 | 3021 | 2965 | 2923 | 2974 | 2955 |
|               | 2013 | 2017 | 2019 | 2021 | 2022 | 2023 |

## Városrészek
Gützkow a következő városrészekből áll:
| - Stadt Gützkow - Breechen - Dargezin - Dargezin-Vorwerk - Fritzow - Gützkow Meierei (wieki Vorwerk) - Kölzin - Lüssow | - Neuendorf - Owstin - Pentin - Upatel - Wieck - Gützkower Fähre (történelmi) - Schulzenhof/Torney (történelmi) - Swynrow (történelmi) |

## Története
Írott forrásban elsőként 1128-ban tűnik fel „Gozgaugia“ nevén. A 12. század óta Gützkow  Pomerániához tartozik. A város neve szláv eredetű.

## Turistalátványosságok
- evangelikus Nikolaitemplom
- favázas házak a 18. századból, például a Kirchstraße több háza
- a gützkowi Kastély-hegy, mely 1954-től nemzeti régészeti emlékhely
- a wiecki kastély, kezdetben a Lepel család vidéki kastélya, 1932-től iskola, 1972-től klubház, majd 1991-től kastélygimnázium
- a wiecki sírkápolna, melyet 1859-ben építettek és 1996-tól 2003-ig rekonstruáltak
- a kuntzowi kápolna, melyet először 1425-ben említenek
- a kölzini templom, mely 1862-ben épült

## Partnerkapcsolatai
- Bohmte, Alsó-Szászország, Németország (1991)
- Nowogard, Lengyelország (2000)

## Képgaléria

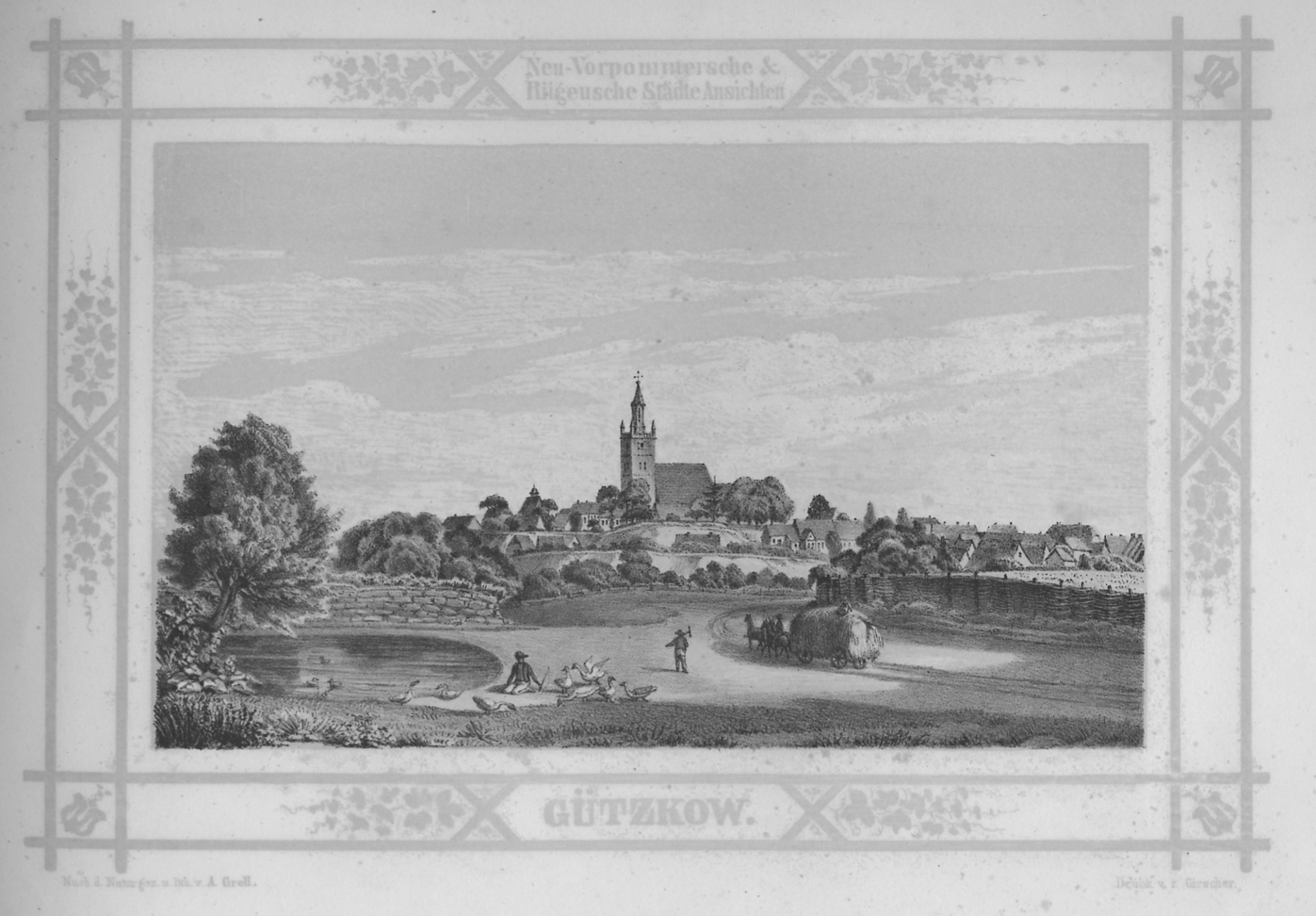
Gützkow 1845 körül
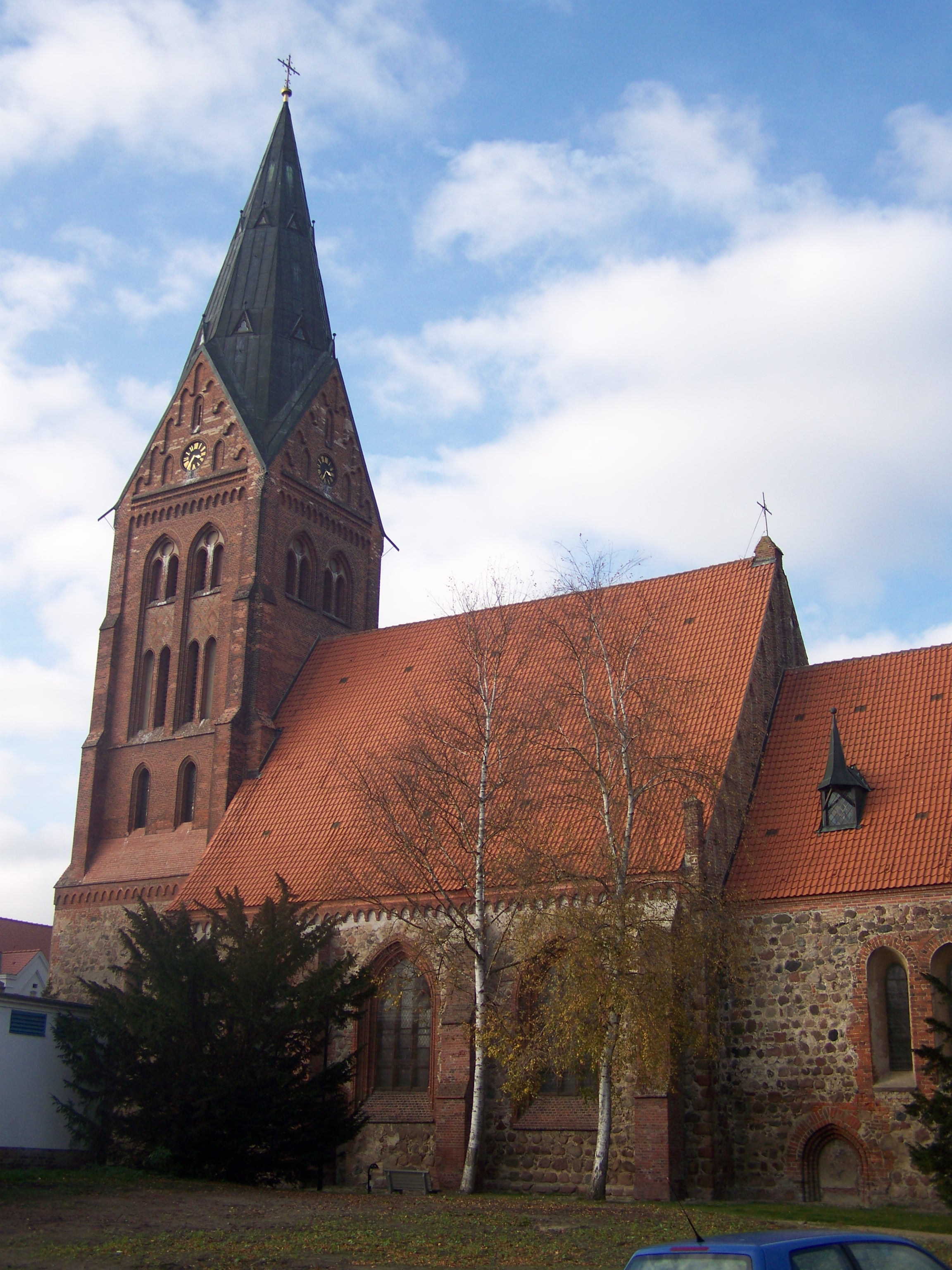
A Nikolaitemplom

## Fordítás
- Ez a szócikk részben vagy egészben  a   Gützkow című német Wikipédia-szócikk ezen változatának fordításán alapul.  Az eredeti cikk szerkesztőit annak laptörténete sorolja fel. Ez a jelzés csupán a megfogalmazás eredetét és a szerzői jogokat jelzi, nem szolgál a cikkben szereplő információk forrásmegjelöléseként.